# 锦白环蛇
锦白环蛇（学名：Lycodon pictus），一种分布于越南高平省及中国广西壮族自治区崇左市龙州县弄岗国家级自然保护区等地区的爬行动物，隶属于游蛇科白環蛇屬。模式产地为越南高平省重庆县。

## 鉴别特征
锦白环蛇背鳞17-17-15行，光滑；上唇鳞通常8枚，少数9枚；下唇鳞10枚；两侧各具一枚延长的颊鳞，入眶；肛前鳞单枚；腹鳞212-218枚（另外有1或2枚前腹鳞）；尾下鳞90或91枚；雄性总长在597毫米以上，雌性543毫米；尾长占总长的比为0.211-0.215；上颌齿13或14枚；身体背面具有28或29条淡色横纹；尾背有13条奶白色，在脊部构成明显的斑块；身体和尾部腹面大部分为奶白色，深色替代一直向腹部延伸，部分组成完整的环绕身体的横带。

## 保护
本种于2023年被收录入《有重要生态、科学、社会价值的陆生野生动物名录》。